# Tim Prins
Tim Prins (Joure, 3 augustus 2003) is een Nederlands schaatser. Als junior maakte Tim indruk in zijn tijd bij Gewest Fryslân waar hij 6 jaar lang onderdeel was van het opleidingsprogramma. Via gewestelijke selecties en het KNSB Talenten Team Noord Fryslân wist hij zich in de kijker te rijden bij verschillende topteams. Zijn diverse Junior World Cup overwinningen en vooral de Wereldtitels Junioren 1500 mtr en team pursuit zorgden voor een overgang naar het schaatsteam van Reggeborgh.
In 2023 volgde zijn doorbraak bij de senioren door de 1000 meter te winnen tijdens het WCKT in Thialf. Uiteindelijk werd het eerste seizoen zeer succesvol door brons op de 1000 meter tijdens het EK afstanden, de 4e plaats in het algemeen klassement World Cup 1000 meter en de 2e plaats in een gedeeld wereldrecord met Canada op de teamsprint en de 5e plaats op het WK afstanden 1000 meter.   

## Persoonlijke records
| Afstand    | Tijd    | Datum            | Baan           |
| ---------- | ------- | ---------------- | -------------- |
| 500 meter  | 34,64   | 8 november 2024  | Heerenveen     |
| 1000 meter | 1.06,41 | 28 januari 2024  | Salt Lake City |
| 1500 meter | 1.43,07 | 24 januari 2025  | Calgary        |
| 5000 meter | 6.47,82 | 11 februari 2023 | Inzell         |

(laatst bijgewerkt: 25 januari 2025)

## Resultaten
| Jaar | NK Afstanden               | NK Sprint       | EK Sprint  | EK Afstanden | WK Afstanden          | Wereldbeker                 | WK Junioren                                                                                 |
| ---- | -------------------------- | --------------- | ---------- | ------------ | --------------------- | --------------------------- | ------------------------------------------------------------------------------------------- |
| 2022 | DQ 500m 12e 1000m          |                 |            |              |                       |                             | allround · 5e 500m · 1000m · 1500m · 8e 5000m · 2e achtervolging · DQ teamsprint            |
| 2023 | 12e 1000m 18e 1500m        |                 |            |              |                       |                             | allround · 500m · 1000m · 7e 1500m · 25e 5000m · 8e massastart · achtervolging · teamsprint |
| 2024 | 9e 500m · 1000m · 4e 1500m | 4e · (, , 6e, ) |            | 1000m        | 5e 1000m · teamsprint | 43e 500m 4e 1000m 41e 1500m |                                                                                             |
| 2025 | 4e 1000m · 1500m           | · (12e, , )     | · (9e, , ) |              | 5e 1500m · teamsprint | 10e 1000m 8e 1500m          |                                                                                             |

(#, #, #, #) = afstandspositie op sprinttoernooi (500m, 1000m, 500m, 1000m).
Team Reggeborgh
Jenning de Boo · Marcel Bosker · Janno Botman · Wesly Dijs · Marrit Fledderus · Louis Hollaar · Femke Kok · Kjeld Nuis · Hein Otterspeer · Tim Prins · Antoinette Rijpma-de Jong · Patrick Roest · Mats Siemons · Remo Slotegraaf · Stefan Westenbroek
Coaches: Gerard van Velde · Dennis van der Gun · Robin Derks